# Laneuveville-devant-Nancy
Laneuveville-devant-Nancy è un comune francese di 6 065 abitanti situato nel dipartimento della Meurthe e Mosella nella regione del Grand Est.

## Società

### Evoluzione demografica
Abitanti censiti